# Kokzidiose des Meerschweinchens
Die Kokzidiose des Meerschweinchens ist eine Erkrankung des Grimmdarms durch Einzeller, den sogenannten Kokzidien (Klasse Sporozoen). Sie gehört damit zu den Protozoeninfektionen. Der bei Meerschweinchen auftretende Erreger ist Eimeria caviae. Die Kokzidiose tritt vor allem bei Jungtieren in Massenhaltungen und Meerschweinchenzuchten auf, in der Heimtierhaltung spielt sie keine große Rolle. Begünstigend sind eine mangelnde Haltungshygiene und ein Vitamin-C-Mangel. Selten kommt bei Meerschweinchen auch ein Befall der Nieren (Nierenkokziodiose) vor, dann ist Klosiella cobayae der Auslöser.

## Klinik
Die Präpatenzzeit beträgt 11 bis 13 Tage. Die erkrankten Tiere zeigen Durchfall, der auch blutig sein kann, sowie Allgemeinstörungen (struppiges Fell, Inappetenz, Abmagerung) und häufigen Urinabsatz (Polyurie). Die Mortalitätsrate beträgt bis zu 40 %.
Die Diagnose wird durch mikroskopischen Nachweis der etwa 20 µm großen Oozysten im Kot nach Anreicherung im Flotationsverfahren gestellt. Bei der Nierenkokzidiose sind Sporozoiten im Urin nachweisbar.
Die Behandlung ist mit Kokzidien-wirksamen Medikamenten wie Toltrazuril oder Sulfonamiden möglich, die zweimalig über 3–5 Tage mit einer 5-tägigen Pause dazwischen oral verabreicht werden. Eine zusätzliche Gabe von Vitaminen wird empfohlen. Die Bekämpfung ist durch regelmäßige Desinfektionsmaßnahmen der Käfige zu ergänzen.